# النهب النابليوني للفن
```
كان 
النهب النابليوني للفن
 سلسلة من العمليات التي نفذها 
الجيش الفرنسي
 أو المسؤولون الفرنسيون لمصادرة الأعمال الفنية والمقتنيات الثمينة في الأراضي التي كانت تحتلها 
الجمهورية الفرنسية
 ومن بعدها الإمبراطورية، بما في ذلك 
شبه الجزيرة الإيطالية
 
وإسبانيا
 
والبرتغال
 
والبلدان المنخفضة
 
وأوروبا الوسطى
. بدأت عمليات النهب نحو عام 1794 واستمرت خلال حكم نابليون لفرنسا، حتى أصدر مؤتمر فيينا عام 1815 قرارًا بإعادة الأعمال المسروقة.
[
1
]
```

ساهمت المعاهدات والمزادات العلنية وعمليات الاستملاك غير المصرح بها خلال الحقبة النابليونية بالاستحواذ على كمية غير معروفة ولكن هائلة من الأعمال الفنية أو تدميرها أو فقدانها. صُهرت العملات المعدنية والأشياء المصنوعة من المعادن الثمينة، مثل جوهرة فشنزة والبوسينتور، صندل (قارب) الدولة الفينيسية، لتسهيل بيعها ونقلها، من أجل تمويل الأجور العسكرية الفرنسية. فُقدت العديد من الأعمال الفنية والمخطوطات في حالة من الفوضى أثناء النقل أو تكسرت إلى أكثر من قطعة، ولم تُجمّع أجزاؤها أو تُرمم في كثير من الأحيان، كما حدث مع الأعمدة الرخامية في كاتدرائية آخن.
برر المسؤولون الفرنسيون الاستيلاء على الأعمال الفنية والمقتنيات القيّمة الأخرى بأنه من حقوق الاحتلال واعتبروه تعزيزًا للثقافة العامة والتنظيم الموسوعي ومُثل التنوير. أعادت عمليات الاستيلاء هذه تعريف حق الاحتلال في أوروبا ونتج عنها اهتمام متزايد بالفن وأساليب الحفاظ عليه.
طلبت النمسا وإسبانيا والولايات الألمانية والمملكة المتحدة خلال مؤتمر فيينا إعادة جميع الأعمال الفنية المنهوبة. أُعيدت العديد من الأعمال، لكن الكثير منها بقي في فرنسا، بسبب معارضة الإدارة الفرنسية، أو ارتفاع تكاليف النقل، أو خطر الإضرار بالأعمال الهشة. نظرًا لعدم إعادة جميع الأعمال الفنية، ما زالت حملة النهب الفرنسية تحمل تأثيرًا على السياسة الأوروبية وعلم المتاحف والهوية الثقافية الوطنية في الوقت الحاضر.

## تاريخ

### نبذة
كان على الحكومة الجديدة بعد الثورة الفرنسية أن تتخذ قرارًا بشأن تأميم الأعمال الفنية من الكنائس، والنبلاء المُدبِرين من النظام القديم، والمجموعات الملكية، ومن ثم كيفية فعلها لذلك. خُربت الأعمال الفنية في بعض الحالات على يد فرنسيين من دعاة تدمير الأيقونات، لا سيما تلك التي تمثل الملكية أو الإقطاع. طُرحت أعمال أخرى في مزادات علنية لملء خزائن الجمهورية الفارغة وابتيعت ونُقلت إلى مجموعات أوروبية أخرى.
تحركت الحكومة الثورية الفرنسية بعد تدخل الراهب هنري غريغوار في عام 1794 لوقف تخريب الأعمال الفنية وتدميرها من خلال الادعاء بأنها مصدر للتراث الوطني. خُزنت الأعمال الفنية في جميع أنحاء فرنسا أو عُرضت في المتاحف، مثل متحف اللوفر، وبُذلت جهود حثيثة لجرد الأعمال المنهوبة.  تصدى 33 متحفًا فرنسيًا إقليميًا لمحاولات السيطرة المركزية على مجموعاتهم، لكن حكومة المديرين الفرنسية الناشئة حديثًا شكلت لجانًا لحثهم على الامتثال. أنقذ هذا الإجراء في كثير من الحالات أعمال القرون الوسطى الفنية أو الفن القوطي من الخراب، بتدخل خبراءٍ مثل المهندس المعماري ألكسندر لينوار، والراهب نيكولاس بيرغيت، والفنان لويس واتو.
منذ بداية القرن الثامن عشر، طالب الفرنسيون بمزيدٍ من المعارض العامة، مما خلق حاجة إلى أعمال فنية جديدة وطُرق لعرضها. وكان لا بد من مؤسسات جديدة أيضًا تدير المجموعات الفنية المتزايدة. يُعتبر متحف الآثار الفرنسية، الذي نُقلت مجموعته لاحقًا إلى متحف اللوفر، ومتحف الفنون الجميلة في ليون، مثالين بارزين على المتاحف الفنية. أُنشأت أيضًا متاحف العلوم، بما في ذلك المعهد الوطني للفنون والحرف والمتحف الوطني للتاريخ الطبيعي.
أُجريت عمليات فرزٍ وتصنيف لمجموعة اللوفر المبعثرة ونُظمت على يد الباحثين إنيو كيرينو فيسكونتي وألكسندر لينوار. عين القنصل الأول نابليون في نوفمبر 1802 فيفانت دينون مديرًا لمتحف اللوفر ومتاحف فرساي ومجموعات القلعة الملكية إثر نجاحاته في الحملة المصرية. استمر دينون، المعروف باسم «عين نابليون»، في السفر مع البعثات العسكرية الفرنسية إلى إيطاليا وألمانيا والنمسا وإسبانيا من أجل اختيار الأعمال الفنية لفرنسا. حسّن أيضًا من تنسيق أعمال اللوفر وتصميمه الداخلي والإضاءة بهدف مراعاة المقارنات الشاملة للأعمال الفنية المنهوبة، مما عكس أفكارًا جديدة في علم المتاحف وتصدى للاعتراضات القائلة بأن الأعمال الفنية تفتقر إلى سياق ذي مغزى في فرنسا. استخدم دينون «المجاملة والنفاق» لكسب المزيد من المقتنيات، حتى ضد رغبات نابليون. نتيجة لمرسوم شابتال في عام 1801، اختيرت الأعمال الأكثر استحقاقًا لوضعها في متحف اللوفر، في حين وُزعت الأعمال الأقل أهمية بين متاحف المقاطعات الفرنسية الجديدة مثل تلك الموجودة في ليون أو مرسيليا، ثم إلى المتاحف الأصغر مثل تلك الموجودة في ريمس أو تورز أو آرل.  في الوقت نفسه، حُولت بعض أكاديميات الفنون الجميلة الإيطالية إلى متاحف عامة مثل بيناكوتيكا دي بريرا في ميلانو.
تزامن تدفق اللوحات أيضًا مع تجدد الاهتمام بأساليب ترميم الأعمال الفنية، تحت تأثير المرممين روبرت بيكول وفرانسوا توسان هاكين. كانت العديد من الأعمال بحاجة إلى ترميم وتنظيف إثر عمليات الشحن. رُممت بعض اللوحات أو عُدل عليها، مثل مادونا فولينو لرفائيل، التي نُقلت من لوحتها الأصلية إلى قاعدة قماشية في نحو عام 1800. عرض متحف اللوفر في عام 1798 لوحة لبيترو بيروجينو رُمم نصفها فقط لإظهار الإصلاحات للعامة.  استُخدمت هذه الأساليب الجديدة في الحفاظ على الإرث الثقافي لاحقًا بهدف تبرير الاستيلاء على القطع الثقافية الأجنبية والتعديل عليها.
كانت إزالة الجيش الفرنسي للوحات الجدارية واللوحات الجدارية الجصية (الفريسكو) طريقة منسوبة للمرممين الفرنسيين في نقل اللوحات إلى قواعد جديدة. رأوا أن فصل اللوحات الجدارية لا يختلف عن نقل لوحات المذابح الخشبية من مكانها. كان من الصعب تنفيذ بعض الإجراءات والتعامل معها بنجاح. حاول المسؤولون الفرنسيون في عام 1800 إزالة النزول عن الصليب، لدانييل دا فولتيرا، من مصلى أورسيني في كنيسة ترينيتا دي مونتي في روما. تسببت تقنية ستاكو إيه ماسيلو – التي تزيل جزءًا من قاعدة اللوحة الجصية – بأضرار لجدران الكنيسة، وكان لا بد من وقف العملية لتجنب انهيار الكنيسة. تعين على بيترو بالمارولي ترميم اللوحة الجدارية الجصية نفسها بشكل كلي ولم تُرسل إلى باريس مطلقًا.

### تبرير الاستحواذ
خططت الحكومة الفرنسية لزيادة مقتنيات المتاحف من خلال مصادرة الأعمال الفنية الأجنبية كاستعراض للقوة الوطنية. كانت مصادراتها عشوائية في البداية، ولكن بحلول عام 1794، طورت الحكومة الفرنسية برامج منظمة للاستيلاء على الأعمال الفنية من خلال حروبها. اختار الخبراء، عن طريق لجنة العلوم والفنون بنظامها المعتمد على «الخبرة الأكاديمية»، الأعمال التي يجب استملاكها - حاول هذا النظام التوفيق بين الترفيد الإمبراطوري والقيمة التي توليها فرنسا للموسوعية والثقافة العامة. اعتمد عملها على معاهدات السلام الهادفة إلى إضفاء الشرعية على المقتنيات: تطلبت بعض بنود المعاهدات تسليم الأعمال الفنية، في حين فرضت بنود أخرى تقديم المقتنيات الفنية كعطايا من النبلاء الأجانب.
كان نهب الأعمال الفنية في التاريخ الأوروبي طريقة شائعة ومتبعة من قِبل المحتلين لإظهار القوة على رعاياهم الجدد. في أواخر القرن الثامن عشر، أدى تزايد السيطرة الوطنية على الأعمال الفنية إلى فرض أنظمة قيدت حركة الأعمال الفنية وبيعها؛ وردعت المثل العليا التي يؤمن بها الملوك المستنيرون التعامل مع الفن على أنه مجرد غنيمة.